# Silver and Gold (utwór U2)
"Silver and Gold" – piosenka rockowej grupy U2, pochodząca z jej wydanego w 1988 roku albumu Rattle and Hum. Znalazła się również jako utwór dodatkowy na wydaniu singla "Where the Streets Have No Name", a także była wykonywana podczas trasy Joshua Tree Tour. Wersja studyjna utworu była dostępna na bonusowym dysku limitowanej edycji kompilacyjnej płyty The Best of 1980-1990.